# یواس‌اس ماومی (آی‌دی-۱۳۳۹)
یواس‌اس ماومی (آی‌دی-۱۳۳۹) (به انگلیسی: USS Maumee (ID-1339)) یک کشتی است که طول آن ۳۱۵ فوت (۹۶ متر) می‌باشد. این کشتی در سال ۱۸۹۷ ساخته شد.